# Кургалджин
Кургалджин (на казахски: Қорғалжын; на руски: Кургальджин) е голямо проточно сладко-солено езеро в северната част на Казахстан (южната част на Акмолинска област).
Езерото Кургалджин заема част ог дъното на обширната Тенгиз-Кургалджинска котловина, на 309 m н.в. в западната част на Казахската хълмиста земя. Площ 330 km², средна дълбочина 1,6 m, максимална 2 m. Северните и източните му брегове са стръмни с височина 4 – 6 m, западните и южните – полегати, обрасли с тръстика, а дъното му е глиненсто и тинесто. Площта, нивото и дълбочината му значително се колебаят през годината, като през лятото и есента се разпада на отделни по-малки езера: Исей, Султанкьолди, Кокай и др. Има предимно снежно подхранване. От юг в него се влива река Нура, която по време на пролетното пълноводие се оттича на запад от него и се влива в голямото езеро Тенгиз. Близо до устието на Нура водата е сладководна, а в останалите му части през сухия сезон се засолява.